# Mandir

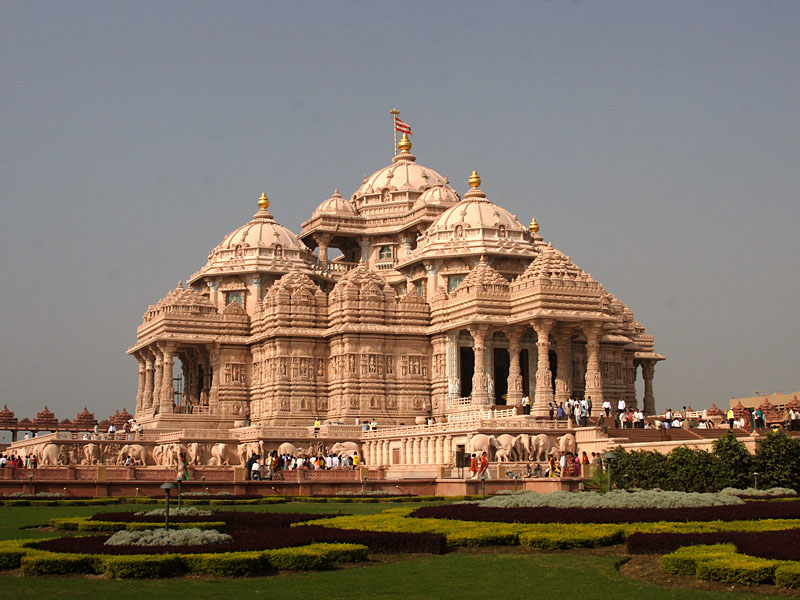
Akšardham v Dillí, jeden z největších mandirů na světě

Mandir (v sanskrtu मंदिर) je název pro hinduistický chrám nebo hinduistickou svatyni. Může mít podobu malé kapličky u cesty, ale i obrovského komplexu budov, mandirem se dá nazvat i obrovské chrámové město Angkor Vat v Kambodži, které je největším chrámovým komplexem na světě. Architektonicky se výrazně liší mandiry severoindické od mandirů jihoindických.
Hinduistické mandiry můžeme najít i v různých evropských zemích, třeba jihoindické tamilské mandiry v Německu, mnoho mandirů je ve Velké Británii a v Nizozemsko je najdeme především v Haagu. Největší hinduistický chrám ve Spojených státech byl otevřen 8. října roku 2023 v New Jersey.
V jihoindickém svazovém státě Kérala napodobuje hinduistické mandiry i Komunistická strana Indie (CPI) a jako uctívaný idol je v těchto mandirech rudý srp a kladivo.